# Hulshout
Hulshout est une commune néerlandophone de Belgique située en Région flamande dans la province d'Anvers.

## Sections de la commune
| # | Section      | Superf. (km²) | Habitants (2020) | Habitants par km² | Code INS |
| - | ------------ | ------------- | ---------------- | ----------------- | -------- |
| 1 | Hulshout     | 7,83          | 5.975            | 763               | 13016A   |
| 2 | Houtvenne    | 4,53          | 2.090            | 461               | 13016C   |
| 3 | Westmeerbeek | 5,01          | 2.406            | 480               | 13016B   |

## Héraldique
|  | La commune possède des armoiries qui lui ont été octroyées le 20 juillet 1989. Hulshout ne possédait pas d'armoiries propres avant la fusion en 1977. Ses armoiries combinent des symboles pour Hulshout aux 1er et 4e quartiers, pour Westmeerbeek au 2e quartier et pour Houtvenne au 3e quartier. Hulshout est représenté par les armoiries de la famille Merode, seigneurs de la région du XVe au XIXe siècle. Les sceaux de Hulshout n'ont jamais montré de symboles propres, mais uniquement les armoiries de la Maison de Merode ce qui constituent donc un choix logique. Les trois têtes de lion sont les armoiries de la famille Van der Zype, voir Westmeerbeek. Le troisième quartier montre les armoiries de la famille Blereau, voir Houtvenne. Les deux sont maintenant affichés dans les couleurs appropriées, contrairement aux armoiries précédentes des deux villages. Les armoiries de Westmeerbeek, qui lui avaient été octroyées le 6 octobre 1819 et à nouveau le 31 décembre 1838, sont inspirées de son vieux sceau, connu depuis 1594. Le sceau montrait le saint patron local, Saint Michel, tenant un bouclier avec trois têtes de lion. Il s’agit très probablement des armoiries de la famille Van der Zype qui a acquis le manoir de Westmeerbeek au début du XVIe siècle. Leurs armoiries étaient trois têtes de lion d'or dans un champ vert. Les couleurs des armoiries sont les couleurs nationales néerlandaises. Lorsque le maire a introduit la demande d'armoiries en 1816, il n'a indiqué aucune couleur. Par conséquent, les armes ont été accordées aux couleurs nationales. Cela n'a pas été corrigé en 1838. Les armoiries Houtvenne qui lui avaient été octroyées le 26 mai 1851 sont basées sur le sceau le plus ancien du conseil local, connu depuis le XVIIIe siècle, qui montre le saint patron local, Saint. Adrien. Il est habillé en soldat romain, avec un lion et une enclume, ses symboles. Il détient un petit bouclier avec les armoiries de la famille Blereau, seigneurs du manoir depuis son acquisition en 1685. Blasonnement : Partitionné 1. et 4. D'or, quatre pals de gueules et un ourlet festonné de glaçure 2. De sinople, trois visages de lion d'or, langue et gorge de gueules 3. D'argent, un chevron de vernis accompagné de trois étoiles identiques, chargés chacun d'une étoile d'or à six pointes. Le bouclier placé entre deux branches de houx croisées de couleur naturelle au fond. (Traduction libre) Source du blasonnement : Heraldy of the World. |

## Démographie

### Évolution démographique: Avant la fusion des communes
- Sources : INS, Rem. : 1831 jusqu'en 1970 = recensements, 1976 = nombre d'habitants au 31 décembre[3].

### Évolution démographique: Commune fusionnée
En tenant compte des anciennes communes entraînées dans la fusion de communes de 1977, on peut dresser l'évolution suivante :
- Source : DGS - Remarque: 1806 jusqu'à 1981=recensement; depuis 1990=nombre d'habitants chaque 1er janvier[4]

## Sports
La Coupe Marcel Indekeu (Schaal Marcel Indekeu) est une course cycliste belge disputée au mois de juillet à Hulshout, dans la province d'Anvers. Créée en 1961, elle rend hommage à l'ancien grand espoir du cyclisme régional Marcel Indekeu, mort dans un accident d'avion lors de son service militaire au Congo belge.
Une épreuve pour les coureurs juniors a également été organisée.